# Richard Abegg
Richard Wilhelm Heinrich Abegg (Danzica, 9 gennaio 1869 – Tessin, 3 aprile 1910) è stato un chimico tedesco, pioniere della teoria della valenza.

## Biografia
Figlio di Wilhelm Abegg (1834-1913) e di Margarete Friedenthal, studiò al Wilhelmgymnasium di Berlino. Seguì poi i corsi di chimica fisica all'università di Kiel, per passare quindi a Tubinga e laurearsi infine, il 19 luglio 1891, con August Wilhelm von Hofmann all'università di Berlino con la tesi di chimica organica Über das Chrysen und seine Derivate ("Sul crisene e i suoi derivati"). Tornò però presto a dedicarsi alla chimica fisica andando a studiare a Lipsia con Wilhelm Ostwald e lavorando successivamente come assistente di Svante Arrhenius a Stoccolma e di Walther Nernst a Gottinga, con cui allacciò rapporti di amicizia e familiarità soprattutto dopo il matrimonio (1895).
Fu professore e direttore dell'Istituto di chimica all'Università di Breslavia dal 1899 e divenne noto per le sue ricerche sulla velocità di diffusione e il punto di congelamento dei gas. Nel 1904 enunciò anche la cosiddetta "regola di Abegg", per cui la somma delle valenze negative e positive di uno stesso elemento è spesso uguale a otto.
Nel 1905 iniziò la pubblicazione dell'Handbuch der anorganischen Chemie, un grande "manuale di chimica inorganica" portato poi a termine da Emil Abel nel 1921.
Oltre che di viaggi, fotografia e sci, Abegg era anche un appassionato di volo in mongolfiera, sport che gli costò la vita: morì infatti precipitando con il suo aerostato Slesia nel 1910, a soli quarantun anni.

## Opere
- Die Theorie der elektrolytischen Dissociation, Stoccarda, Enke, 1903.

Trad. italiana di Alberto Chilesotti: La teoria della dissociazione elettrolitica (prefazione di Arturo Miolati), Torino, Rosenberg e Sellier, 1905. 2ª ed. 1906. 3ª ed., con il titolo Elementi sulla teoria della dissociazione elettrolitica. Ad uso degli studenti, 1936.